# Tyrańczyk żółtolicy
Tyrańczyk żółtolicy (Phylloscartes kronei) – gatunek małego ptaka z rodziny muchotyranikowatych (Pipromorphidae). Opisany po raz pierwszy w roku 1991. Występuje endemicznie w południowo-wschodniej Brazylii. Nie jest zagrożony wyginięciem.

## Taksonomia i odkrycie
Gatunek został opisany po raz pierwszy w roku 1991 (publikacja ukazała się drukiem w 1992). Od 5 do 10 lipca 1983 w okolicach Boqueirão (Paraíba, Brazylia) odnotowywano nieznany dotąd głos nieokreślonego przedstawiciela tyrankowatych. Niektóre cechy przypominały tyrańczyka skromnego (P. ventralis), jednakże obserwowany ptak posiadał żółty przód głowy i spód ciała. Obserwatorzy, Edwin Willis oraz Yoshika Oniki przypuszczali, że może być to tyrańczyk gujański (P. virescens), jednakże po analizie głosu obydwu gatunków uznany został za nowy gatunek.
Holotyp stanowi dorosła samica, złapana 3 czerwca 1991 roku w Ilha Comprida. Paratypem jest samiec zebrany tego samego dnia, także w Ilha Comprida.
Jest to gatunek monotypowy.

## Morfologia
Brak dymorfizmu płciowego w upierzeniu, zebrany okaz samca cechowały jedynie większe wymiary (patrz poniższa tabela). Wierzch ciała oliwkowozielony, na wierzchu głowy z brązowym odcieniem. Pióra z boków głowy od góry i od dołu oddzielone czarniawym paskiem. Pokrywy skrzydłowe, ogon i lotki czarniawe. Pokrywy duże i średnie II rzędu posiadają żółte zakończenia, przy złożonym skrzydle tworzące dwa paski. Brew i boki głowy żółtawe. Spód ciała żółty, ciemniejący w stronę gardła. Tęczówki brązowe, nogi i stopy czarne. 

### Wymiary
Wymiary podane są w milimetrach.
| Okaz    | Płeć | Skrzydło | Ogon | Dziób | Skok | Masa ciała (g) |
| ------- | ---- | -------- | ---- | ----- | ---- | -------------- |
| Holotyp | ♀    | 50       | 45   | 13,5  | 17   | 7,8            |
| Paratyp | ♂    | 55,5     | 48   | 15,1  | 20   | 8,8            |

## Zasięg występowania
Według BirdLife International całkowity zasięg występowania (EOO – Extent of Occurrence) wynosi 58,5 tys. km², jednak w rzeczywistości obszar zasiedlany przez ten gatunek jest znacznie mniejszy. Rozciąga się wzdłuż wybrzeży Atlantyku od okolic miasta Capão da Canoa w stanie Rio Grande do Sul po południowo-wschodnią część stanu São Paulo, również wzdłuż dolnego biegu rzeki Rio Ribeira de Iguape w tymże stanie. Środowisko życia stanowią tereny typu restinga, które są wydmami porośniętymi przez krzewy lub niskie lasy; zasiedla także przyległe lasy nadrzeczne.

## Zachowanie
Obserwowano gatunek włączający się w wielogatunkowe, żerujące stada. 14 grudnia znaleziono dwa młode, w przeciwieństwie do piskląt tyrańczyka skromnego nie nawoływały głośno. Oszacowano, że zagęszczenie wynosi jedną parę na hektar. Głos stanowi nagle, szybko powtarzane plea lub fesee. Pieśń brzmi jak sit-it-it-it-it-it-it-it-it-it-sitit-sitit.

## Status, zagrożenia i ochrona
Międzynarodowa Unia Ochrony Przyrody po raz pierwszy sklasyfikowała tyrańczyka żółtolicego w 1994 roku, uznając go za gatunek narażony (VU, Vulnerable). W 2019 roku zmieniła status na „najmniejszej troski” (LC, Least Concern). Populacja szacowana jest na 2500–9999 osobników dorosłych. Przypuszczalnie powoli się zmniejsza w wyniku utraty środowiska. Tyrańczyk żółtolicy występuje na jedenastu obszarach chronionych, z czego niektóre obejmują wyspy. Wycinka drzew w obszarze występowania prowadzona jest celem uzyskania miejsc pod budowę mieszkań i obiektów turystycznych. Innym zagrożeniem są pożary.